# Xandria
Xandria är ett tyskt symphonic metal-band som bildades 1997 i Bielefeld. Bandet debuterade 2003 med albumet Kill the Sun.

## De tidiga åren
Förlöparen till Xandria bildades av Marco Heubaum (gitarr och keyboard) och hans kamrat Niki Weltz (basgitarr) 1994. Weltz hoppade snabbt av och bandet fick 1997 en fullständig uppsättning bestående av Haubaum, Andreas Litschel (keyboard), Manuel Vinke (gitarr), Holger Vester (basgitarr) och Nicole Tobien (sång). Bandet tog namnet Xandria. Originaluppsättningen blev kortvarig och bandet upplöstes 1997 efter att samma år ha släppt sin första demo, Xandria.
År 2000 ombildades gruppen av Heubaum och fick något senare sin klassiska uppsättning, med Lisa Middelhauve (tidigare Schaphaus) (sång), Philip Restemeier (gitarr) (som ersatte gitarristen Andreas Masker, som i sin tur ersatt gitarristen Jens Becker), Roland Kreuger (bas) och Gerit Lamm (trummor). Heubaum skrev vanligtvis bandets musik och Lisa Middelhauve (tidigare Schaphaus) texterna. 
2000 släppte Xandria sin andra demo, Kill the Sun. Debutalbumet med samma namn släpptes 2003. Det producerades av Dirk Riegner och utgavs på skivbolaget Drakkar Records. Efter skivutsläppet begav sig Xandria ut på en nationell turné. Kreuger lämnade bandet 2004.

## Genombrottet
Det andra studioalbumet, Ravenheart, släpptes i maj 2004 och introducerade bandet inför en större publik. Albumets titelspår släpptes även som singel samma år och har benämnts som en klassiker inom genren. Nils Middelhauve blev senare samma år bandets nya basist.
2005 släpptes det tredje studioalbumet, India, som sålde ännu bättre än sin föregångare och hamnade på plats 30 på den tyska topplistan. 2007 släpptes det fjärde albumet, Salomé, som hade en viss orientalisk känsla där bandet backades upp av en orkester. 
Frontfiguren och sångerskan Lisa Middelhauve lämnade bandet av personliga skäl den 30 april 2008. Ny sångerska blev Kerstin Bischof, men redan den 18 februari 2010 tillkännagavs det på bandets hemsida att hon hoppat av, efter bara ett år med bandet och utan att medverka på något släppt material. Lisa Middelhauve hoppade in som temporär ersatte medan bandet letade efter en ny sångerska. Detta fann man 2010 i Manuela Kraller. Det femte studioalbumet, Neverworld's End, gavs ut i februari 2012 på skivbolaget Napalm Records. Albumet tog sig inte lika högt på tyska topplistorna som föregångaren gjort, men fick bra recensioner. Jämfört med tidigare verk kan man också notera en stilistisk skillnad. Bland annat är Krallers röst mer operatisk än föregångaren Middelhauves. Senare samma år lämnade Nils Middelhauve bandet och ersattes året därpå av Steven Wussow.
Kraller lämnade bandet 2013 och ersattes av Dianne van Giersbergen, som är bandets femte och nuvarande sångerska, som även medverkade på Xandrias sjätte studioalbum. Det släpptes 2014.

## Medlemmar
Nuvarande medlemmar
- Ambre Vourvahis - sång, (2022-  )

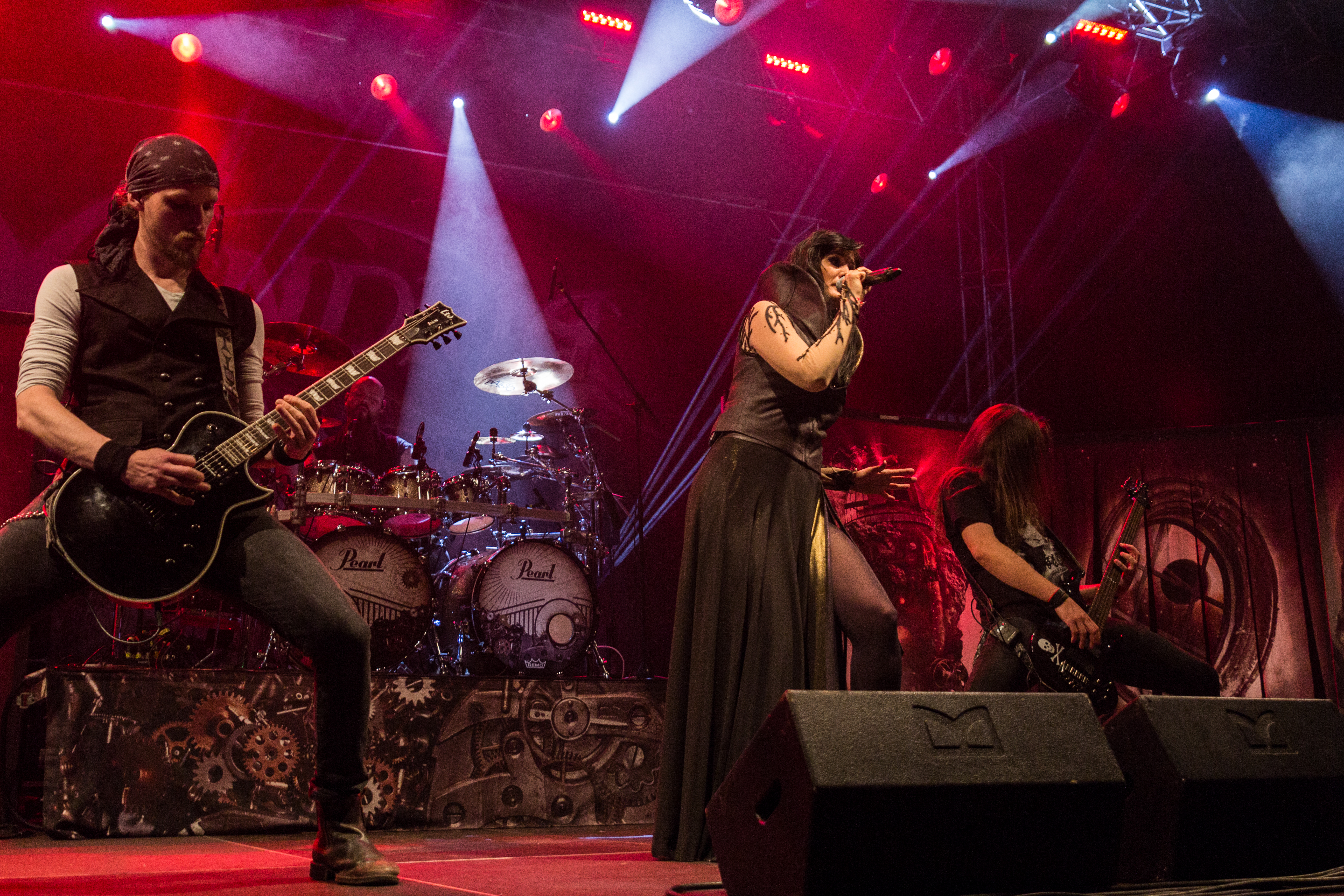
Xandria live 2017.

- Marco Heubaum – gitarr, keyboard, programmering, sång (1997– )
- Gerit Lamm – trummor, percussion (2000– )
- Philip Restemeier – gitarr, bakgrundssång (2001– )
- Steven Wussow – basgitarr (2013– )

Tidigare medlemmar
- Holger Klein – basgitarr (1997)
- Niki Weltz – trummor (1997)
- Manuel Vinke – gitarr (1997)
- Andreas Litschel – keyboard (1997)
- Nicole Tobien – sång (1997)
- Daniel Joenriskes – basgitarr (1997)
- Holger Vester – basgitarr (1997)
- Jens Becker – gitarr (1999–2000)
- Roland Krueger – basgitarr (1999–2004)
- Lisa Schaphaus-Middelhauve – sång, piano (1999–2008)
- Andreas Maske – gitarr (2000–2001)
- Nils Middelhauve – basgitarr (2004–2012)
- Kerstin Bischof – sång (2009–2010)
- Manuela Kraller – sång (2010–2013)
- Dianne van Giersbergen – sång (2013–2017)

Turnerande medlemmar
- Lisa Schaphaus-Middelhauve – sång, piano (2010)
- Fabio D'Amore – basgitarr (2012–2013, 2014)
- Hendrik Thiesbrummel – trummor (2016)
- Aeva Maurelle – sång (2017– )

## Diskografi

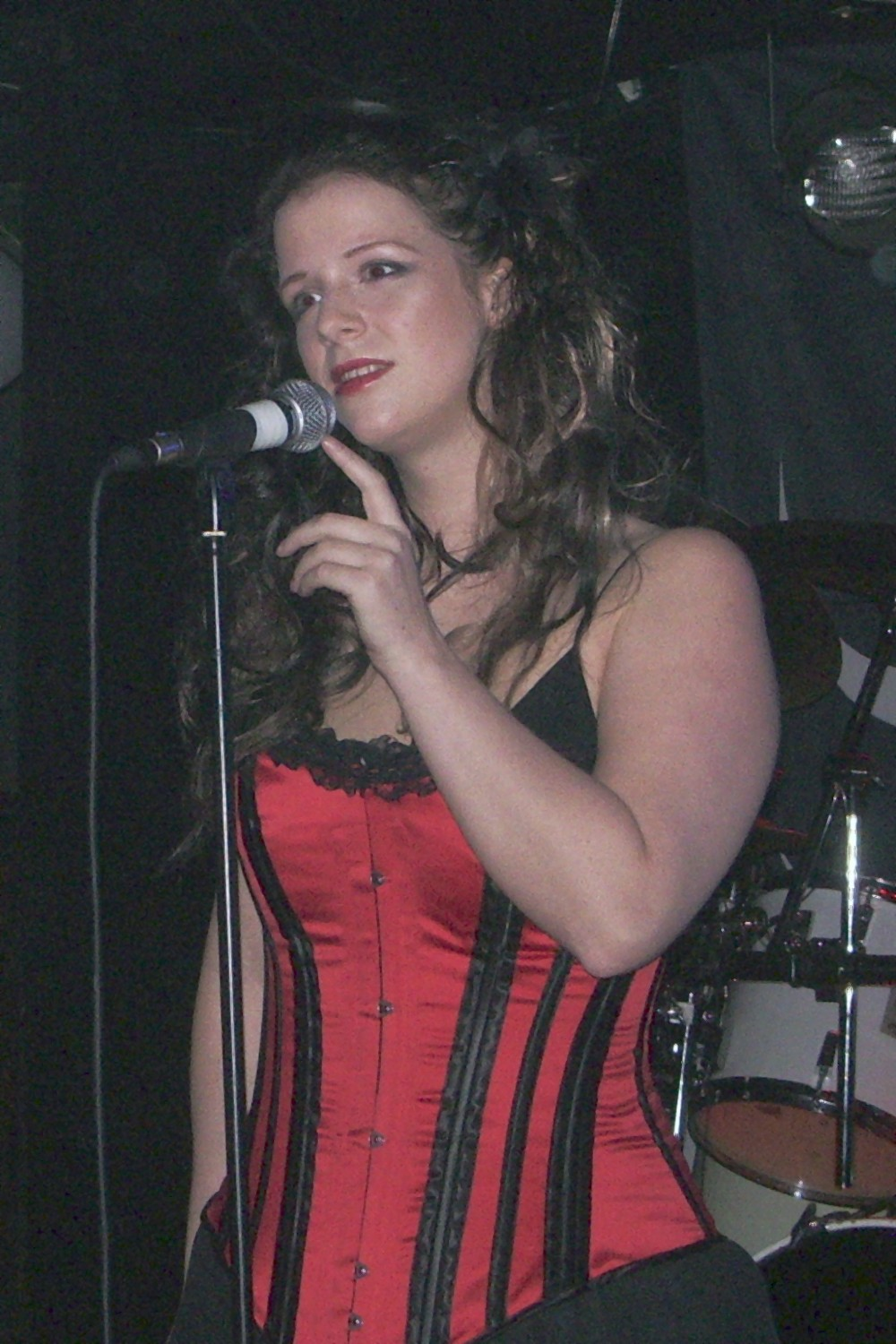
Ex-sångerskan Lisa Middelhauve medverkade på de fyra första studioalbumen.

### Demo
- 1997 – Xandria
- 2001 – Kill the Sun

### Studioalbum
- 2003 – Kill the Sun
- 2004 – Ravenheart
- 2005 – India
- 2007 – Salomé – The Seventh Veil
- 2012 – Neverworld's End
- 2014 – Sacrificium
- 2017 – Theater of Dimensions
- 2023 – The Wonders Still Awaiting

### EP
- 2015 – Fire & Ashes

### Singlar
- 2003 – "Kill the Sun"
- 2004 – "Ravenheart"
- 2004 – "Eversleeping"
- 2005 – "In Love with the Darkness"
- 2007 – "Save My Life"
- 2007 – "Sisters of the Light (Xandria on Extasy version - remixed by Chai Deveraux /J OE)" / "Sisters of the Light (album version)"
- 2015 – "Don't Say a Word"
- 2016 – "We Are Murderers (We All)"
- 2017 – "Call of Destiny"
- 2017 – "Ship Of Doom"
- 2022 – "Reborn"
- 2022 – "You Will Never Be Our God"
- 2022 – "Ghosts"
- 2022 – "The Wonders Still Awaiting"
- 2023 – "Two Worlds"

### Samlingsalbum
- 2008 – Now & Forever – Best of Xandria

### Annat
- 2015 – Wolfsnächte 2015 Tour EP (delad EP: Xandria / Orden Ogan / Powerwolf / Civil War)